# Megandrena enceliae
Megandrena enceliae là một loài Hymenoptera trong họ Andrenidae. Loài này được Cockerell mô tả khoa học năm 1927.